# Indira Botica
Indira Botica (27. listopada 1970.) je hrvatska rukometašica. 
Za seniorsku reprezentaciju igrala je na Mediteranskim igrama 1993. i 1997. godine.